# Stolonis
Stolonis is een geslacht van kevers uit de familie van de loopkevers (Carabidae). De wetenschappelijke naam van het geslacht is voor het eerst geldig gepubliceerd in 1866 door Motschulsky.

## Soorten
Het geslacht Stolonis omvat de volgende soorten:
- Stolonis apicatus Bates, 1871
- Stolonis catenarius Will, 2005
- Stolonis charrua Anichtchenko, 2009
- Stolonis dimidiaticornis (Dejean, 1828)
- Stolonis fulvostigma Bates, 1871
- Stolonis gracilis Bates, 1871
- Stolonis interceptus Chaudoir, 1873
- Stolonis laevicollis Bates, 1871
- Stolonis leistoides Bates, 1871
- Stolonis leucotelus Bates, 1871
- Stolonis martinezi (Mateu, 1976)
- Stolonis notula Motschulsky, 1866
- Stolonis ovaticollis Bates, 1871
- Stolonis parvulus (Straneo, 1951)
- Stolonis scortensis Will, 2005
- Stolonis spinosus Will, 2005
- Stolonis tapiai Will, 2005
- Stolonis willinki (Mateu, 1984)
- Stolonis yasuni Will, 2005